# كاساس دي خوان نونييث
بلدية كأساس دي خوان نونييث (بالإسبانية: Casas de Juan Núñez) هي بلدية تقع في مقاطعة البسيط التابعة لمنطقة كاستيا لا مانتشا وسط إسبانيا.

## الديموغرافيا
بلغ عدد سكان بلدية كأساس دي خوان نونييث 1.461 نسمة عام 2011 (وفقاً للمعهد الوطني الإسباني للإحصاء).
| 1.322 | 1.267 | 1.256 | 1.340 | 1.372 | 1.420 | 1.461 |